# Yankun Zhao
Yankun Zhao (29 december 2003) is een Canadese langebaanschaatser van Chinese afkomst. Hij is de zoon van voormalig schaatsster en trainster Wang Xiuli. Yankun Zhao is gespecialiseerd in de 500m.

## Records

### Persoonlijke records
| Afstand     | Tijd     | Datum             | Baan           |
| ----------- | -------- | ----------------- | -------------- |
| 500 meter   | 34,65    | 16 februari 2024  | Calgary        |
| 1000 meter  | 1.08,12  | 21 februari 2024  | Salt Lake City |
| 1500 meter  | 1.47,84  | 2 december 2023   | Calgary        |
| 3000 meter  | 4.11,13  | 16 september 2023 | Calgary        |
| 5000 meter  | 7.12,11  | 19 november 2022  | Calgary        |
| 10000 meter | 15.26,97 | 19 maart 2022     | Calgary        |

(laatst bijgewerkt: 5 maart 2024)

## Resultaten
| Jaar | WK Sprint                | WK Afstanden | WK Junioren                              |
| ---- | ------------------------ | ------------ | ---------------------------------------- |
| 2023 |                          |              | 8e 500m 6e 1000m 25e 1500m 4e teamsprint |
| 2024 | 23e (24e, 22e, 19e, 23e) | 17e 500m     |                                          |